# Les Monts-Verts
Les Monts-Verts sont une commune française, située dans le nord-ouest du département de la Lozère en région Occitanie.
Exposée à un climat de montagne, elle est drainée par le ruisseau d'Arcomie, le ruisseau de Malagazagne, le ruisseau de Gourdine, le ruisseau de Rieubain et par divers autres petits cours d'eau.
Les Monts-Verts sont une commune rurale qui compte 315 habitants en 2022, après avoir connu une forte hausse de la population depuis 1968. Elle fait partie de l'aire d'attraction de Saint-Chély-d'Apcher. Ses habitants sont appelés les Vermondois ou  Vermondoises.

## Géographie

### Localisation
La commune est située dans le nord du département de la Lozère et est limitrophe du Cantal.

### Communes limitrophes
Les communes limitrophes sont Albaret-Sainte-Marie, Saint-Chély-d'Apcher, La Fage-Saint-Julien, Termes, Albaret-le-Comtal et Val d'Arcomie.
|                   | Val d'Arcomie (Cantal) | Albaret-Sainte-Marie |
| Albaret-le-Comtal | des Monts-Verts        |                      |
| Termes            | La Fage-Saint-Julien   | Saint-Chély-d'Apcher |

À l'est, la commune de Blavignac n'est distante que de 200 mètres environ.

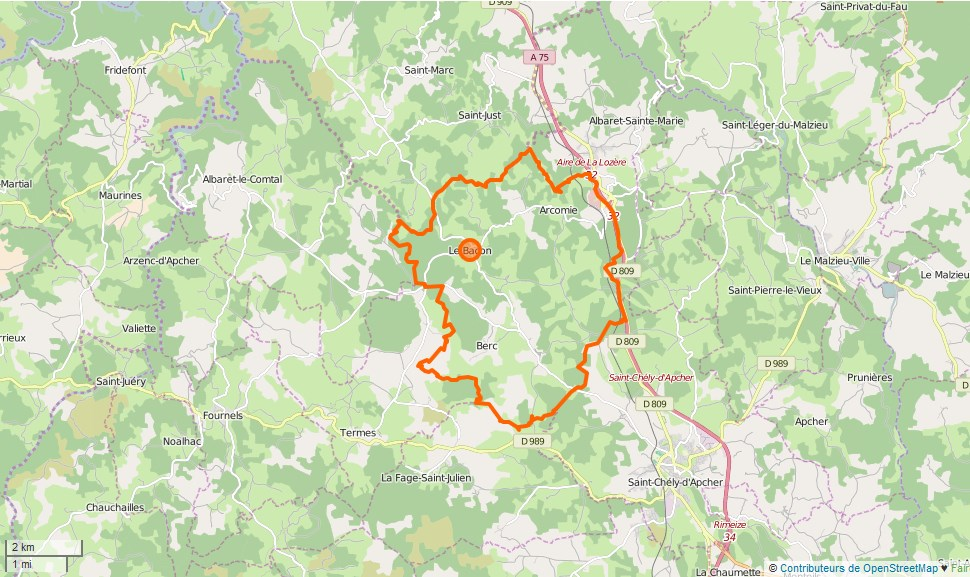
Limite communale.

### Hydrographie
Le ruisseau d'Arcomie y prend sa source et le ruisseau de Malagazagne, le ruisseau de Rieubain, le ruisseau de Chabanettes.. parcourent la commune.

### Climat
Pour des articles plus généraux, voir Climat de l'Occitanie et Climat de la Lozère.
En 2010, le climat de la commune est de type climat de montagne, selon une étude s'appuyant sur une série de données couvrant la période 1971-2000. En 2020, Météo-France publie une typologie des climats de la France métropolitaine dans laquelle la commune est exposée à un climat de montagne ou de marges de montagne et est dans la région climatique Sud-est du Massif Central, caractérisée par une pluviométrie annuelle de 1 000 à 1 500 mm, minimale en été, maximale en automne.
Pour la période 1971-2000, la température annuelle moyenne est de 7,3 °C, avec une amplitude thermique annuelle de 15,5 °C. Le cumul annuel moyen de précipitations est de 944 mm, avec 10,2 jours de précipitations en janvier et 6,7 jours en juillet. Pour la période 1991-2020, la température moyenne annuelle observée sur la station météorologique la plus proche, située sur la commune de Paulhac-en-Margeride à 17 km à vol d'oiseau, est de 7,9 °C et le cumul annuel moyen de précipitations est de 1 061,2 mm,. Pour l'avenir, les paramètres climatiques de la commune estimés pour 2050 selon différents scénarios d'émission de gaz à effet de serre sont consultables sur un site dédié publié par Météo-France en novembre 2022.

### Milieux naturels et biodiversité
Aucun espace naturel présentant un intérêt patrimonial n'est recensé sur la commune dans l'inventaire national du patrimoine naturel,,.

## Urbanisme

### Typologie
Au 1er janvier 2024, Les Monts-Verts sont catégorisés commune rurale à habitat très dispersé, selon la nouvelle grille communale de densité à sept niveaux définie par l'Insee en 2022.
Elle est située hors unité urbaine. Par ailleurs la commune fait partie de l'aire d'attraction de Saint-Chély-d'Apcher, dont elle est une commune de la couronne,. Cette aire, qui regroupe 22 communes, est catégorisée dans les aires de moins de 50 000 habitants,.

### Occupation des sols
L'occupation des sols de la commune, telle qu'elle ressort de la base de données européenne d’occupation biophysique des sols Corine Land Cover (CLC), est marquée par l'importance des territoires agricoles (54,2 % en 2018), en augmentation par rapport à 1990 (48,3 %). La répartition détaillée en 2018 est la suivante : 
forêts (44,7 %), prairies (43,7 %), zones agricoles hétérogènes (10,6 %), zones industrielles ou commerciales et réseaux de communication (1,1 %). L'évolution de l’occupation des sols de la commune et de ses infrastructures peut être observée sur les différentes représentations cartographiques du territoire : la carte de Cassini (XVIIIe siècle), la carte d'état-major (1820-1866) et les cartes ou photos aériennes de l'IGN pour la période actuelle (1950 à aujourd'hui).

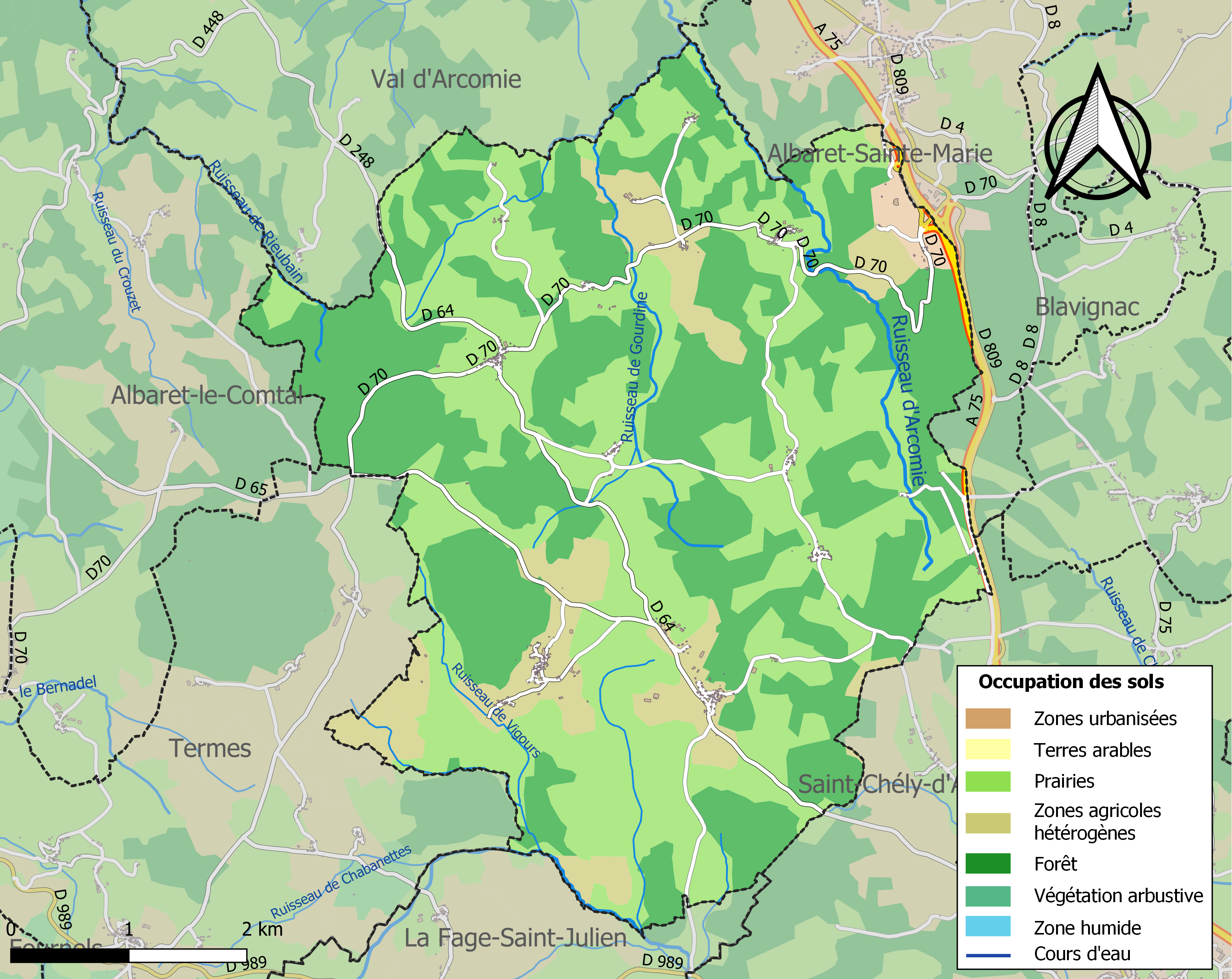
Carte des infrastructures et de l'occupation des sols de la commune en 2018 (CLC).

### Lieux-dits, hameaux et écarts
Les Monts-Verts se composent principalement de trois villages : Le Bacon (chef-lieu de la commune), Berc et Arcomie, ainsi que de Recoules.

### Risques majeurs
Le territoire de la commune des Monts-Verts est vulnérable à différents aléas naturels : météorologiques (tempête, orage, neige, grand froid, canicule ou sécheresse), feux de forêts et séisme (sismicité faible). Il est également exposé à un risque technologique, le transport de matières dangereuses, et à un risque particulier : le risque de radon. Un site publié par le BRGM permet d'évaluer simplement et rapidement les risques d'un bien localisé soit par son adresse soit par le numéro de sa parcelle.

#### Risques naturels
Les Monts-Verts sont exposés au risque de feu de forêt. Un plan départemental de protection des forêts contre les incendies (PDPFCI) a été approuvé en décembre 2014 pour la période 2014-2023. Les mesures individuelles de prévention contre les incendies sont précisées par divers arrêtés préfectoraux et s’appliquent dans les zones exposées aux incendies de forêt et à moins de 200 mètres de celles-ci. L’arrêté du 23 mars 2018, complété par un arrêté de 2020, réglemente l'emploi du feu en interdisant notamment d’apporter du feu, de fumer et de jeter des mégots de cigarette dans les espaces sensibles et sur les voies qui les traversent sous peine de sanctions. L'arrêté du 23 août 2021, abrogeant un arrêté de 2002, rend le débroussaillement obligatoire, incombant au propriétaire ou ayant droit,,.

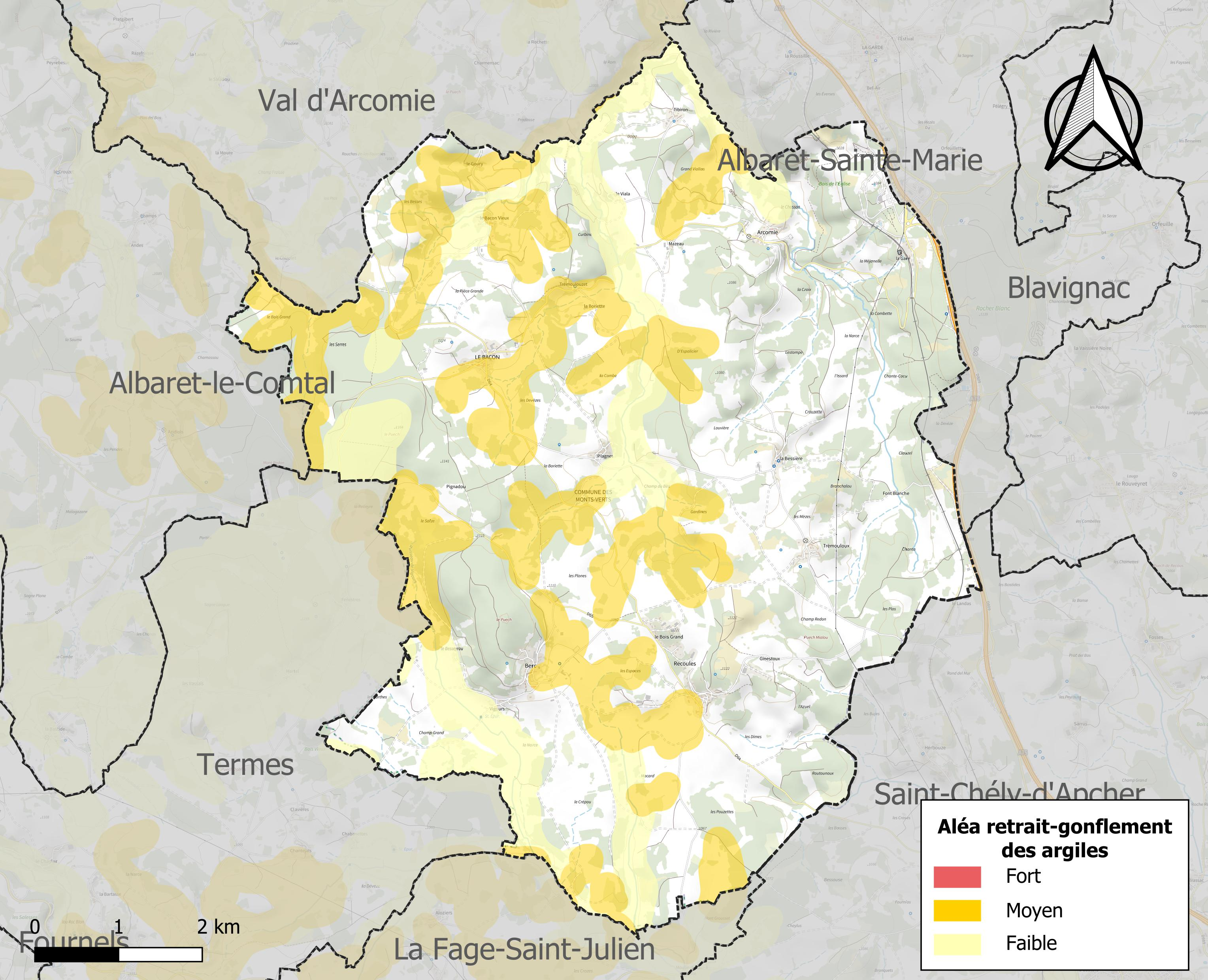
Carte des zones d'aléa retrait-gonflement des sols argileux des Monts-Verts.

Le retrait-gonflement des sols argileux est susceptible d'engendrer des dommages importants aux bâtiments en cas d’alternance de périodes de sécheresse et de pluie. 23,6 % de la superficie communale est en aléa moyen ou fort (15,8 % au niveau départemental et 48,5 % au niveau national). Sur les 218 bâtiments dénombrés sur la commune en 2019, 56 sont en aléa moyen ou fort, soit 26 %, à comparer aux 14 % au niveau départemental et 54 % au niveau national. Une cartographie de l'exposition du territoire national au retrait gonflement des sols argileux est disponible sur le site du BRGM,.
Par ailleurs, afin de mieux appréhender le risque d’affaissement de terrain, l'inventaire national des cavités souterraines permet de localiser celles situées sur la commune.
La commune a été reconnue en état de catastrophe naturelle au titre des dommages causés par les inondations et coulées de boue survenues en 1982, 1993 et 1994.

#### Risques technologiques
Le risque de transport de matières dangereuses sur la commune est lié à sa traversée par des infrastructures routières ou ferroviaires importantes ou la présence d'une canalisation de transport d'hydrocarbures. Un accident se produisant sur de telles infrastructures est susceptible d’avoir des effets graves sur les biens, les personnes ou l'environnement, selon la nature du matériau transporté. Des dispositions d’urbanisme peuvent être préconisées en conséquence.

#### Risque particulier
Dans plusieurs parties du territoire national, le radon, accumulé dans certains logements ou autres locaux, peut constituer une source significative d’exposition de la population aux rayonnements ionisants. Certaines communes du département sont concernées par le risque radon à un niveau plus ou moins élevé. Selon la classification de 2018, la commune des Monts-Verts est classée en zone 3, à savoir zone à potentiel radon significatif.

## Histoire
Les Monts-Verts sont une commune récente, créée le 1er janvier 1973 à la suite de la fusion des trois anciennes communes d'Arcomie (maire : Joseph Farges), du Bacon (maire : Henri Delort) et de Berc (maire :  M Bénezet). Arcomie et Berc adoptent alors le statut de commune associée jusqu'au 17 juillet 1990 où la fusion simple est substituée à la fusion-association (arrêté préfectoral du 17 juillet 1990).

## Politique et administration

### Découpage territorial
La commune des Monts-Verts est membre de la communauté de communes des Hautes Terres de l'Aubrac, un établissement public de coopération intercommunale (EPCI) à fiscalité propre créé le 30 novembre 2016 dont le siège est à Peyre en Aubrac. Ce dernier est par ailleurs membre d'autres groupements intercommunaux.
Sur le plan administratif, elle est rattachée à l'arrondissement de Mende, à la circonscription administrative de l'État de la Lozère et à la région Occitanie.
Sur le plan électoral, elle dépend du canton de Peyre en Aubrac pour l'élection des conseillers départementaux, depuis le redécoupage cantonal de 2014 entré en vigueur en 2015, et de la circonscription de la Lozère  pour les élections législatives, depuis le dernier découpage électoral de 2010.

### Liste des maires
| Période                                  | Période  | Identité        | Étiquette | Qualité |
| ---------------------------------------- | -------- | --------------- | --------- | ------- |
| Les données manquantes sont à compléter. |          |                 |           |         |
| 1973                                     | 1989     | Henri Delort    |           |         |
| 1989                                     | 2008     | Jean David      | UMP       |         |
| 2008                                     | 2014     | Christian Fines |           |         |
| 2014                                     | 2020     | David Bourichon |           |         |
| 2020                                     | En cours | Christian Fines |           |         |

## Population et société

### Démographie

#### Évolution démographique
L'évolution du nombre d'habitants est connue à travers les recensements de la population effectués dans la commune depuis 1793. Pour les communes de moins de 10 000 habitants, une enquête de recensement portant sur toute la population est réalisée tous les cinq ans, les populations de référence des années intermédiaires étant quant à elles estimées par interpolation ou extrapolation. Pour la commune, le premier recensement exhaustif entrant dans le cadre du nouveau dispositif a été réalisé en 2006.

En 2022, la commune comptait 315 habitants, en évolution de −10 % par rapport à 2016 (Lozère : +0,11 %, France hors Mayotte : +2,11 %).
| 1793 | 1800 | 1806 | 1821 | 1831 | 1836 | 1841 | 1846 | 1851 |
| ---- | ---- | ---- | ---- | ---- | ---- | ---- | ---- | ---- |
| 262  | 200  | 271  | 298  | 239  | 335  | 301  | 291  | 262  |

| 1856 | 1861 | 1866 | 1872 | 1876 | 1881 | 1886 | 1891 | 1896 |
| ---- | ---- | ---- | ---- | ---- | ---- | ---- | ---- | ---- |
| 195  | 210  | 214  | 214  | 205  | 202  | 202  | 208  | 221  |

| 1901 | 1906 | 1911 | 1921 | 1926 | 1931 | 1936 | 1946 | 1954 |
| ---- | ---- | ---- | ---- | ---- | ---- | ---- | ---- | ---- |
| 206  | 208  | 223  | 213  | 184  | 196  | 163  | 151  | 142  |

| 1962 | 1968 | 1975 | 1982 | 1990 | 1999 | 2006 | 2011 | 2016 |
| ---- | ---- | ---- | ---- | ---- | ---- | ---- | ---- | ---- |
| 142  | 136  | 392  | 404  | 334  | 335  | 346  | 341  | 350  |

| 2021 | 2022 | - | - | - | - | - | - | - |
| ---- | ---- | - | - | - | - | - | - | - |
| 329  | 315  | - | - | - | - | - | - | - |

La population indiquée jusqu'en 1968 est celle de la seule commune du Bacon, avant la fusion avec Arcomie et Berc.

#### Pyramide des âges
La population de la commune est relativement âgée. En 2022, le taux de personnes d'un âge inférieur à 30 ans s'élève à 24,4 %, soit un taux inférieur à la moyenne départementale (29,1 %). À l'inverse, le taux de personnes d'un âge supérieur à 60 ans (42,9 %) est supérieur au taux départemental (34,1 %).
En 2022, la commune comptait 171 hommes pour 144 femmes, soit un taux de 54,29 % d'hommes, supérieur au taux départemental (49,94 %).
Les pyramides des âges de la commune et du département s'établissent comme suit :
| Hommes | Classe d’âge | Femmes |
| ------ | ------------ | ------ |
| 1,8    | 90 ou +      | 1,4    |
| 15,8   | 75-89 ans    | 16     |
| 23,4   | 60-74 ans    | 27,8   |
| 22,2   | 45-59 ans    | 18,1   |
| 11,1   | 30-44 ans    | 13,9   |
| 19,9   | 15-29 ans    | 13,2   |
| 5,8    | 0-14 ans     | 9,7    |

| Hommes | Classe d’âge | Femmes |
| ------ | ------------ | ------ |
| 1      | 90 ou +      | 2,8    |
| 9,1    | 75-89 ans    | 11,8   |
| 21,6   | 60-74 ans    | 21,1   |
| 21,5   | 45-59 ans    | 20,2   |
| 16,3   | 30-44 ans    | 15,9   |
| 15,5   | 15-29 ans    | 13,6   |
| 15     | 0-14 ans     | 14,6   |

## Économie

### Revenus
En 2018, la commune compte 140 ménages fiscaux, regroupant 316 personnes. La médiane du revenu disponible par unité de consommation est de 18 070 € (20 420 € dans le département).

### Emploi
|                | 2008  | 2013  | 2018  |
| -------------- | ----- | ----- | ----- |
| Commune        | 5,1 % | 7,6 % | 10 %  |
| Département    | 5 %   | 6,4 % | 7,1 % |
| France entière | 8,3 % | 10 %  | 10 %  |

En 2018, la population âgée de 15 à 64 ans s'élève à 214 personnes, parmi lesquelles on compte 72,6 % d'actifs (62,6 % ayant un emploi et 10 % de chômeurs) et 27,4 % d'inactifs,. En  2018, le taux de chômage communal (au sens du recensement) des 15-64 ans est supérieur à celui de la France et du département, alors qu'il était inférieur à celui de la France en 2008.
La commune fait partie de la couronne de l'aire d'attraction de Saint-Chély-d'Apcher, du fait qu'au moins 15 % des actifs travaillent dans le pôle,. Elle compte 65 emplois en 2018, contre 68 en 2013 et 65 en 2008. Le nombre d'actifs ayant un emploi résidant dans la commune est de 135, soit un indicateur de concentration d'emploi de 47,8 % et un taux d'activité parmi les 15 ans ou plus de 48,8 %.
Sur ces 135 actifs de 15 ans ou plus ayant un emploi, 53 travaillent dans la commune, soit 40 % des habitants. Pour se rendre au travail, 88 % des habitants utilisent un véhicule personnel ou de fonction à quatre roues, 5,9 % s'y rendent en deux-roues, à vélo ou à pied et 6 % n'ont pas besoin de transport (travail au domicile).

## Culture locale et patrimoine

### Lieux et monuments

#### Aire de services de la Lozère sur l'A75.

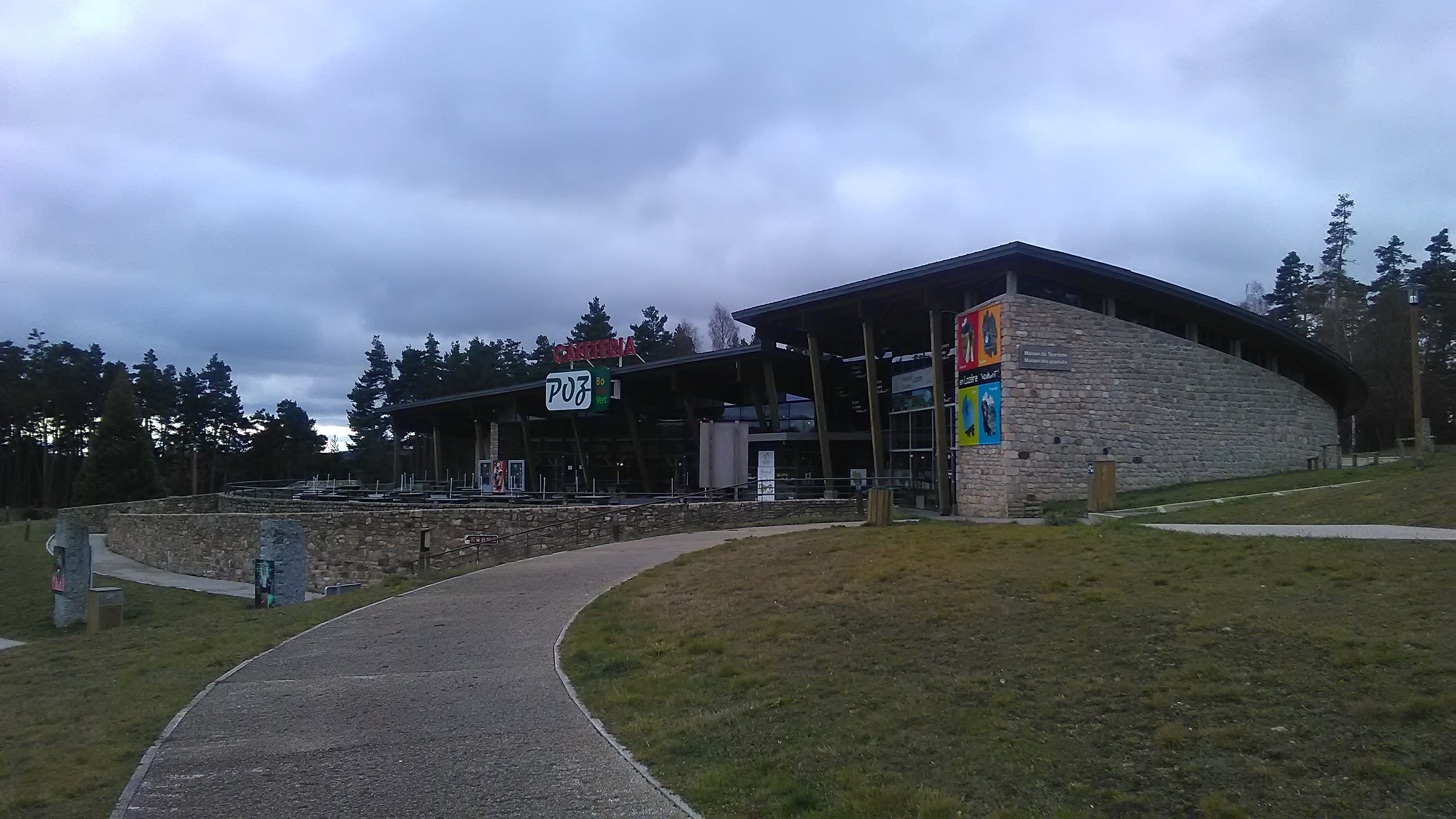
Bâtiment principal, côté nord.
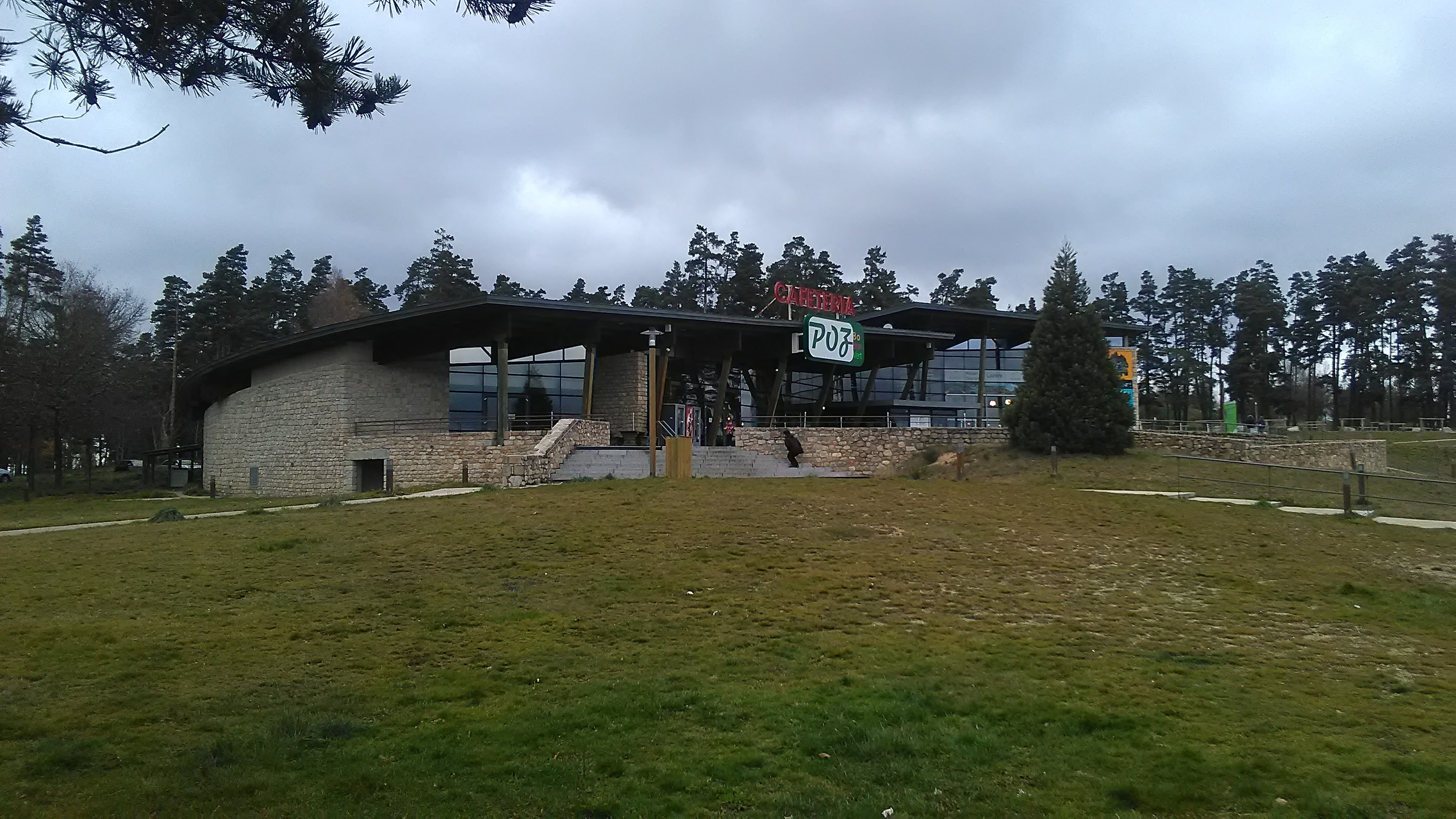
Bâtiment principal, côté sud.
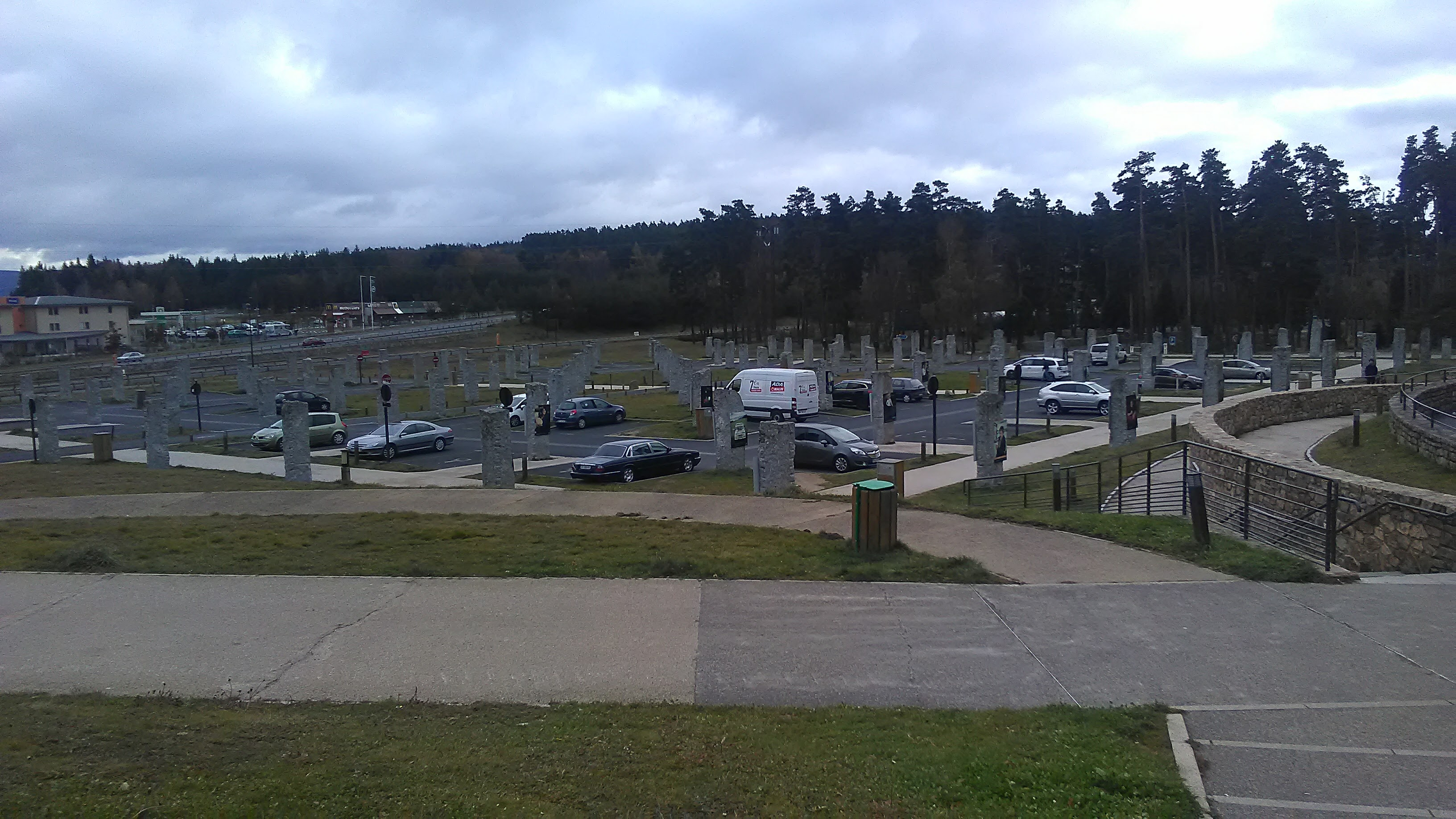
Parc de stationnement en été.
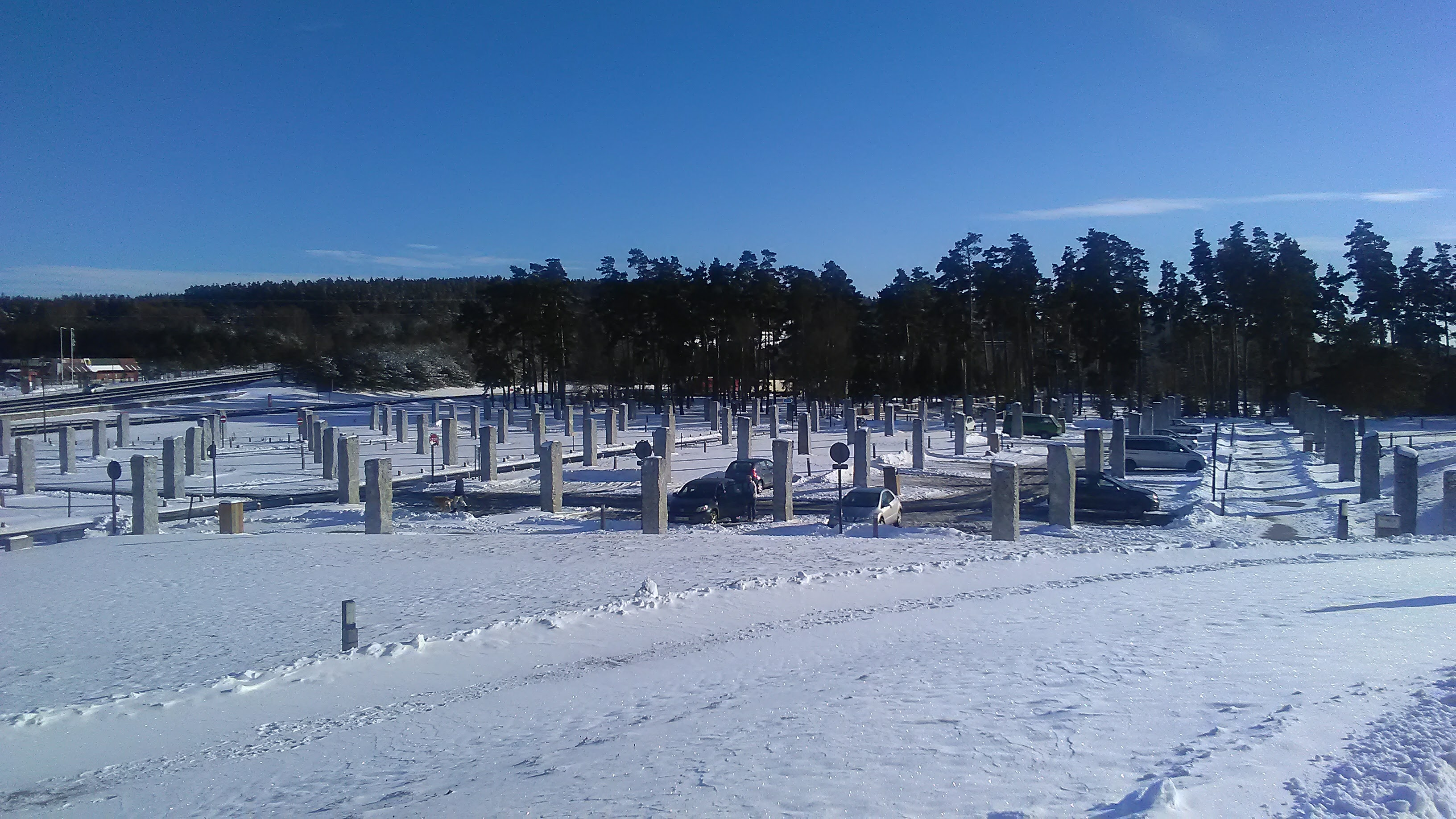
Parc de stationnement en hiver.
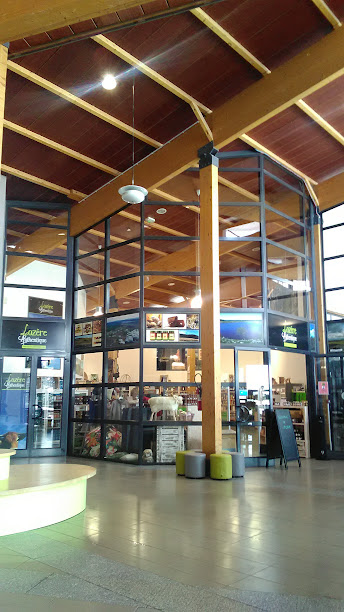
Intérieur du bâtiment principal.

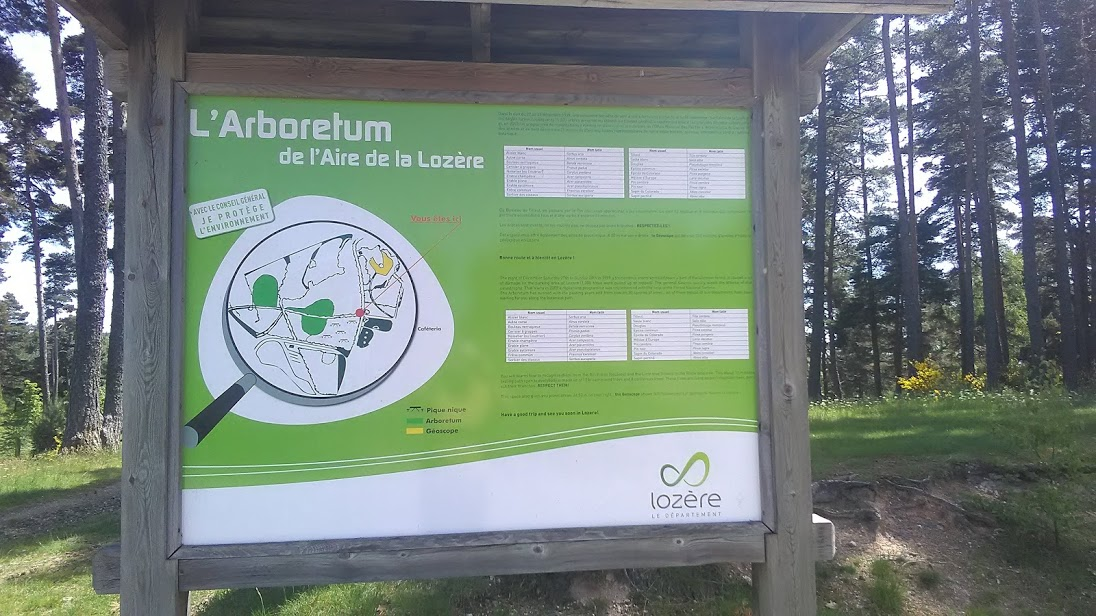
Arboretum, présentation.
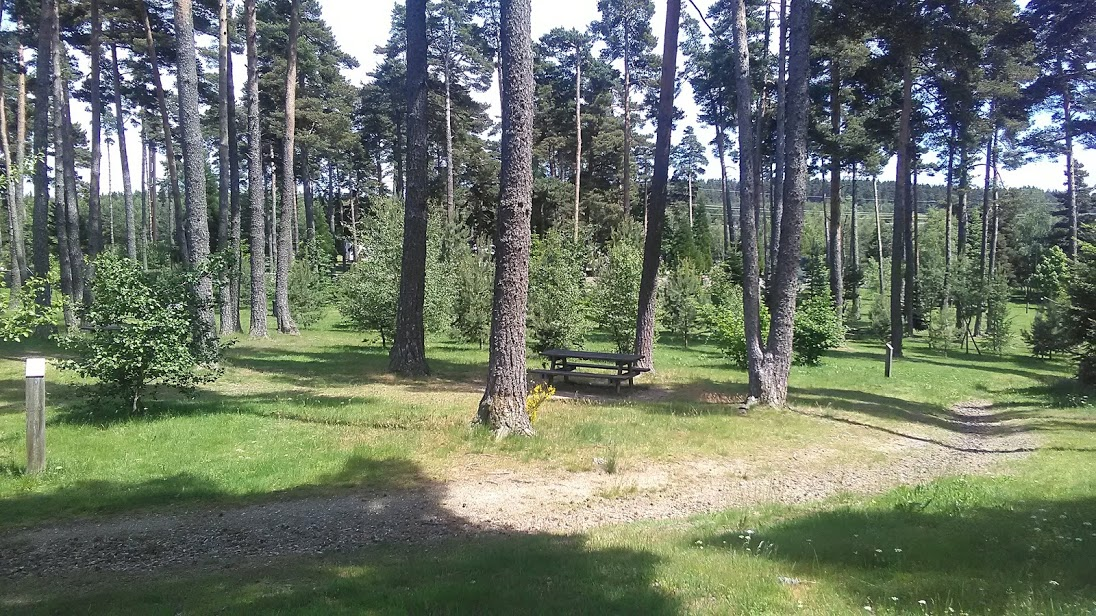
Vue générale 1.
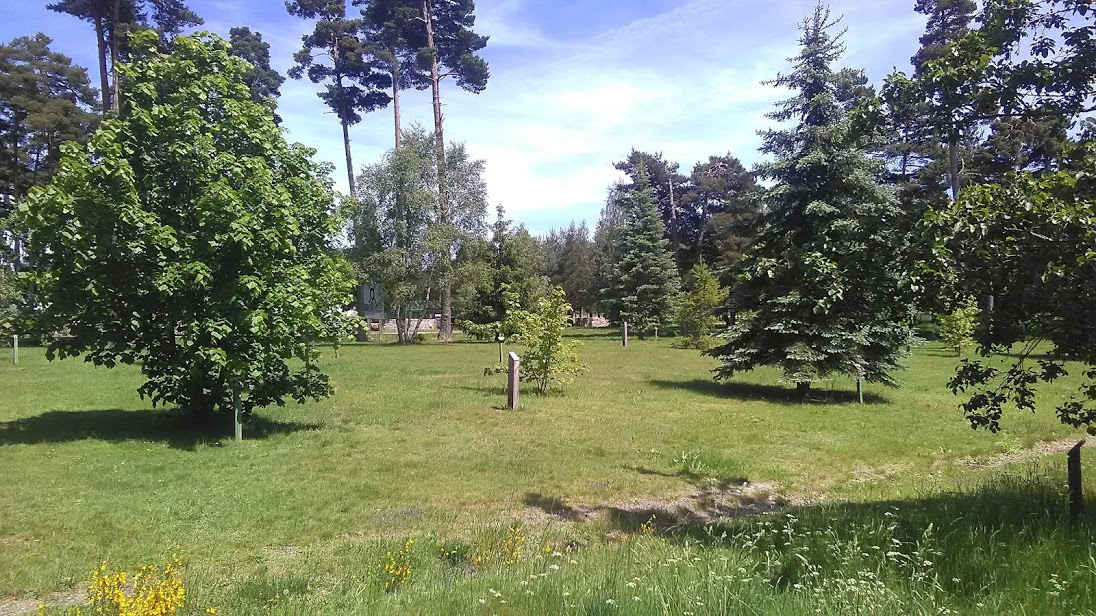
Vue générale 2.

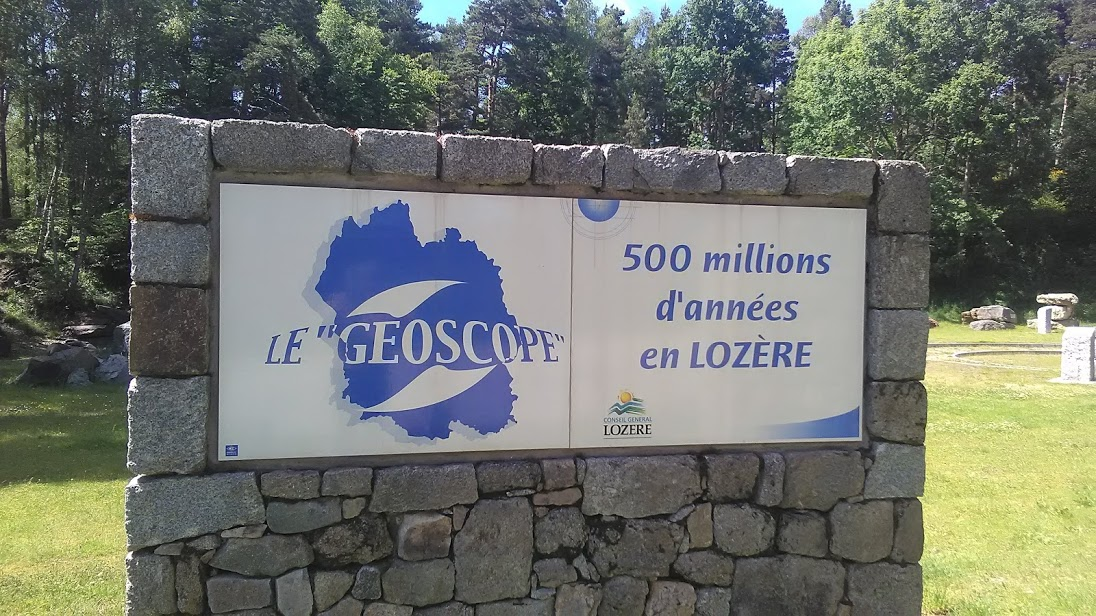
Géoscope de l'aire de la Lozère.
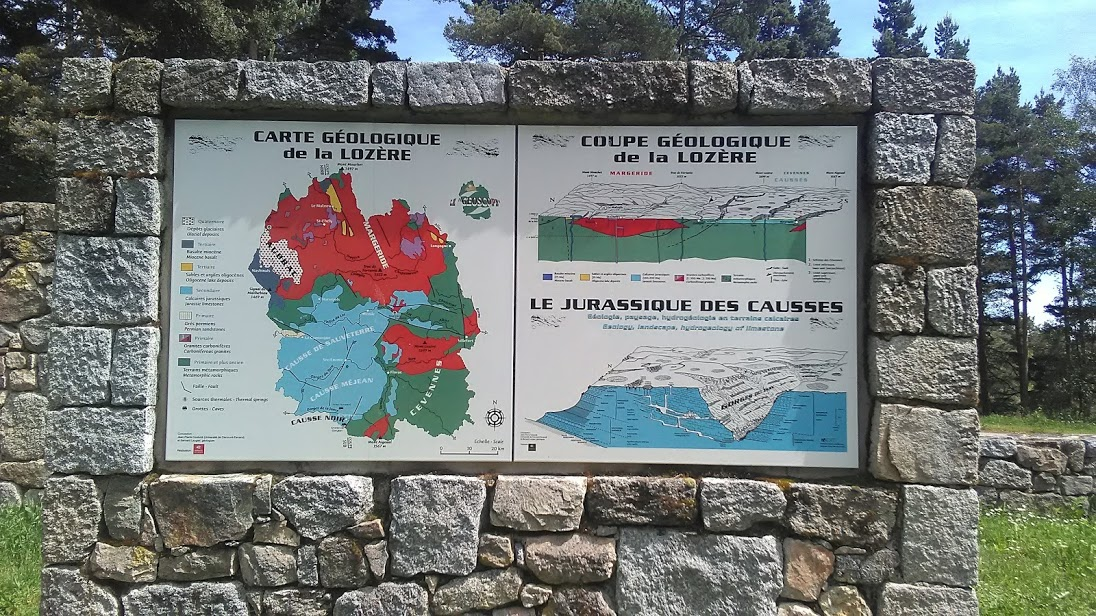
Géoscope, carte géologique de la Lozère.
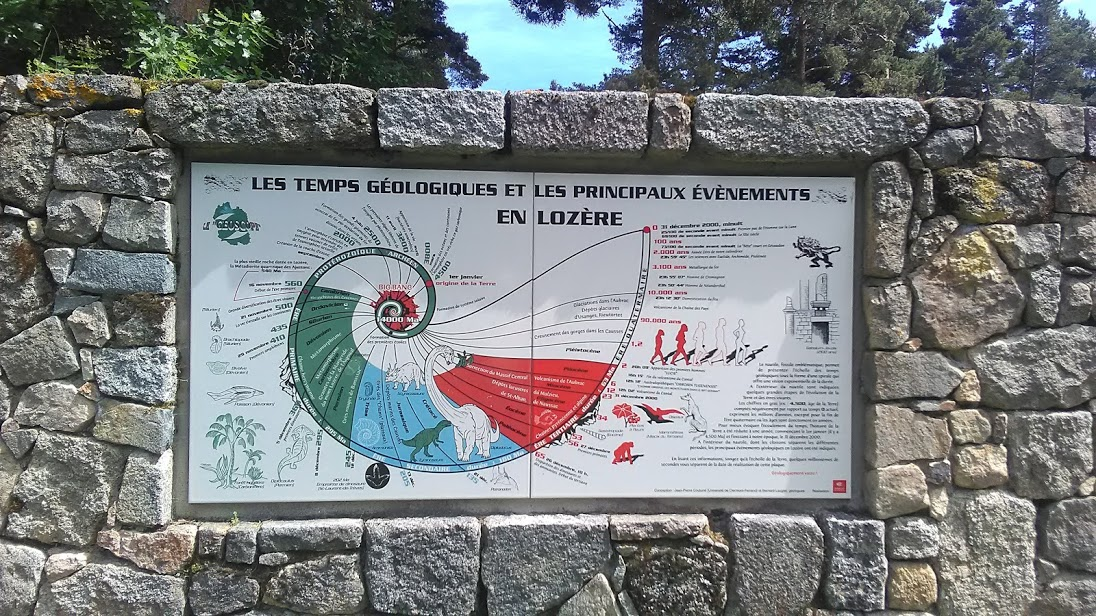
Géoscope, temps géologiques.
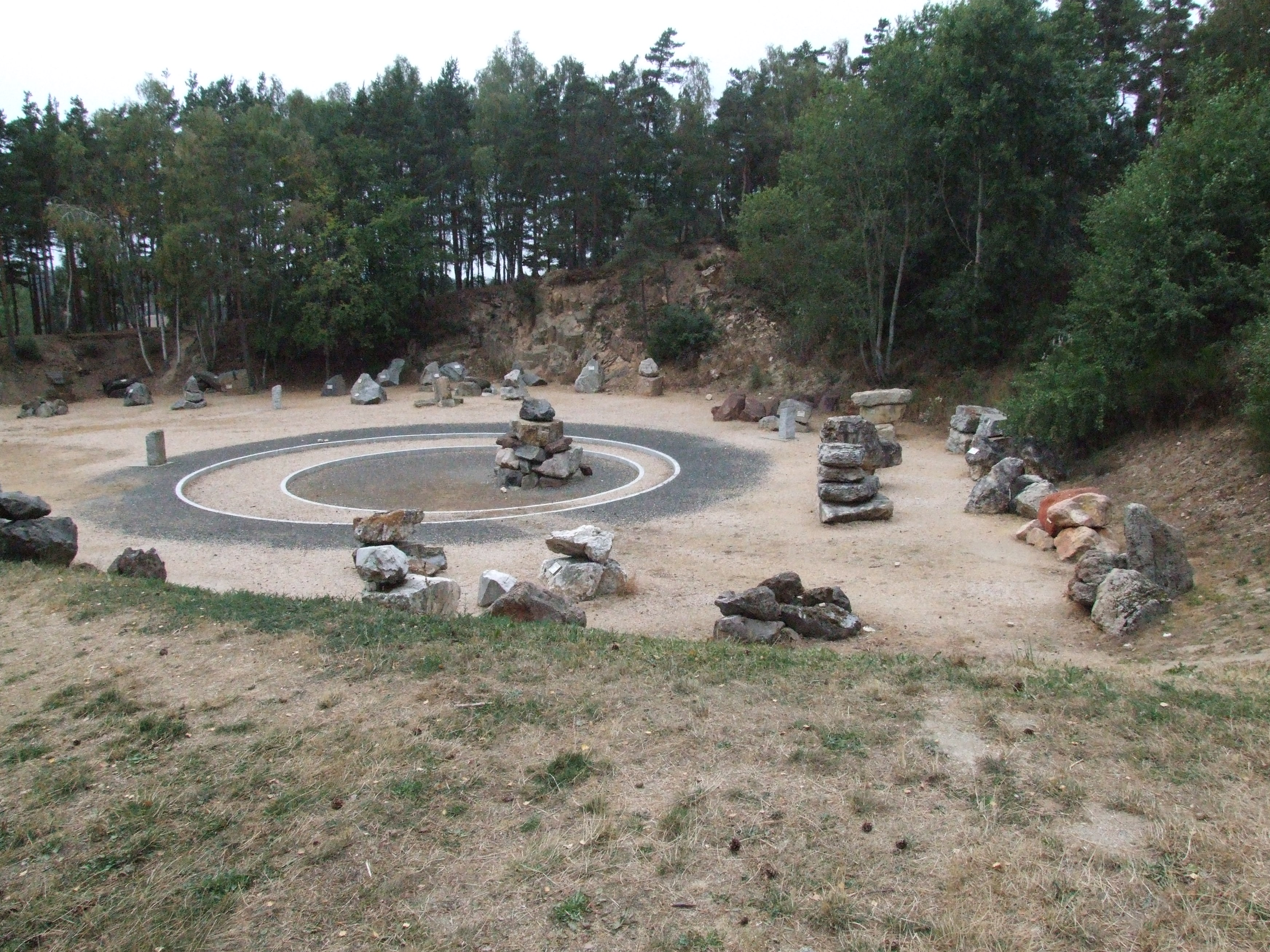
Géoscope, panorama 1.
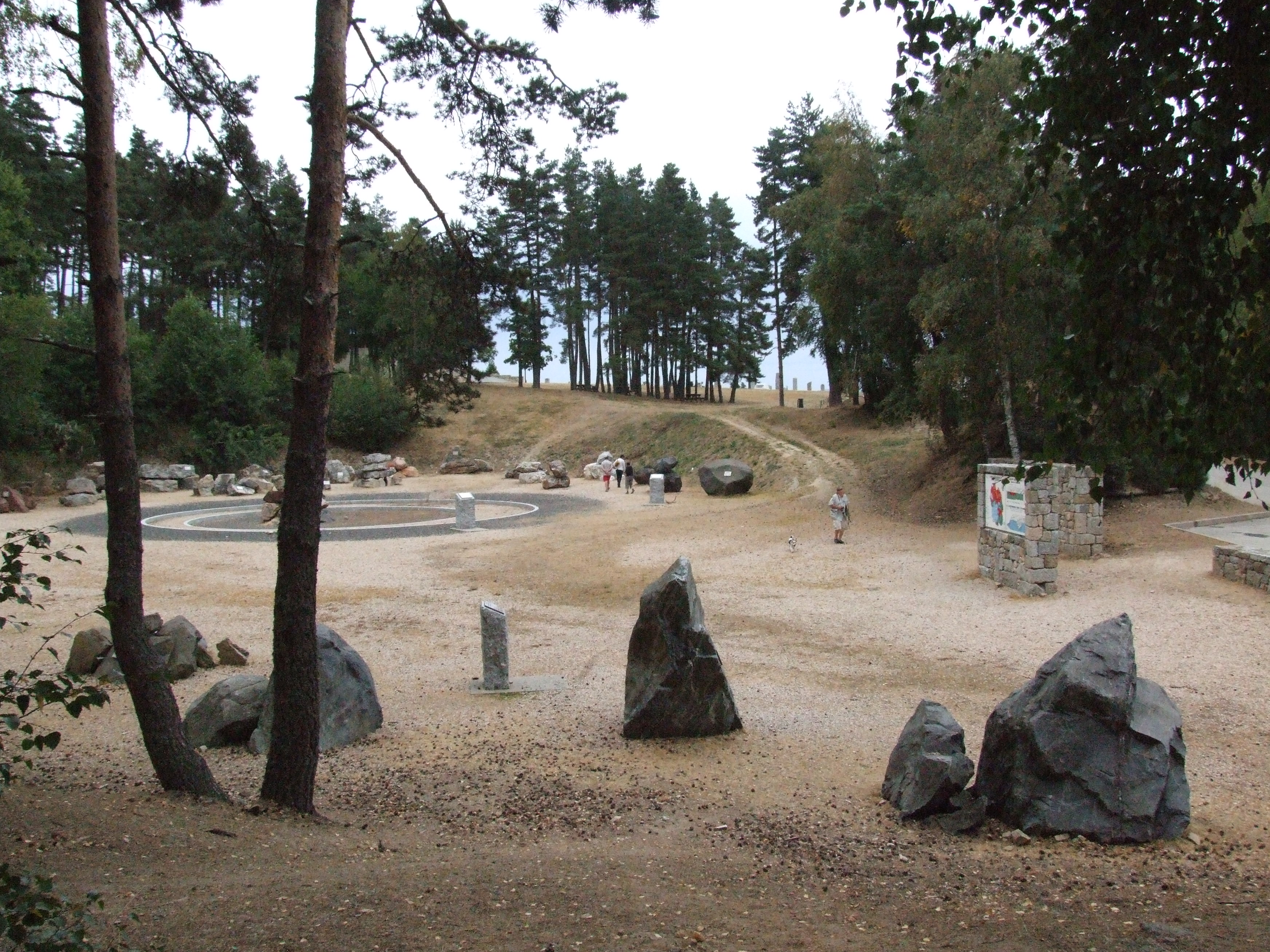
Géoscope, panorama 2.

#### Arcomie
- Église Sainte-Madeleine d'Arcomie
- Gare d'Arcomie

#### Le Bacon
- Mairie
- Église Saint-Pierre-et-Saint-Paul du Bacon

#### Berc
- Église Sainte-Marie de Berc

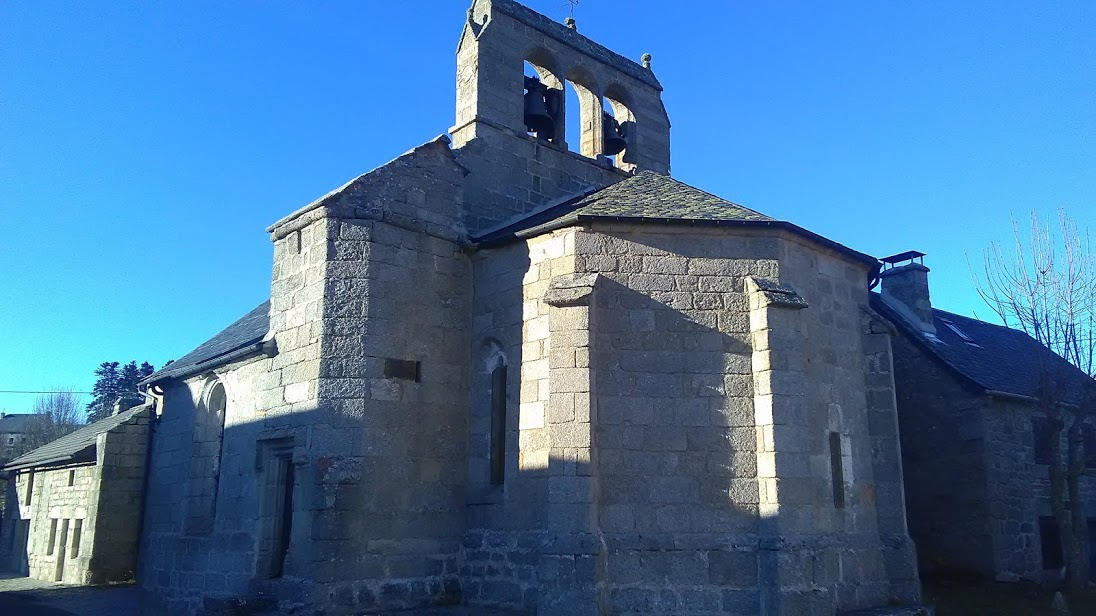
Église Sainte-Madeleine d'Arcomie.
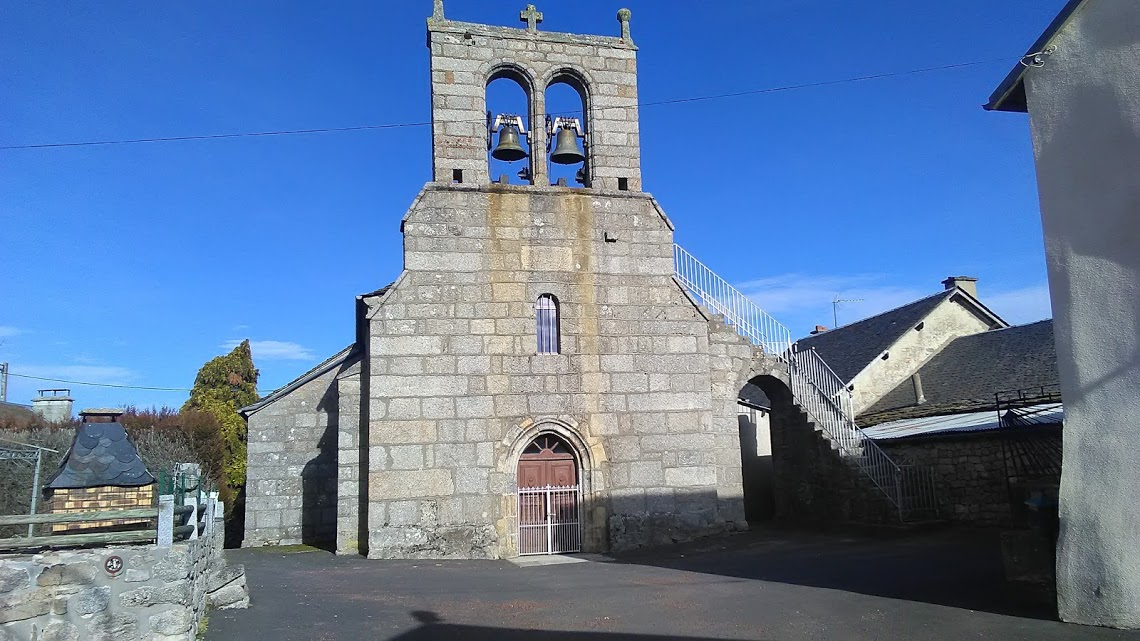
Église Saint-Pierre-et-Saint-Paul du Bacon.
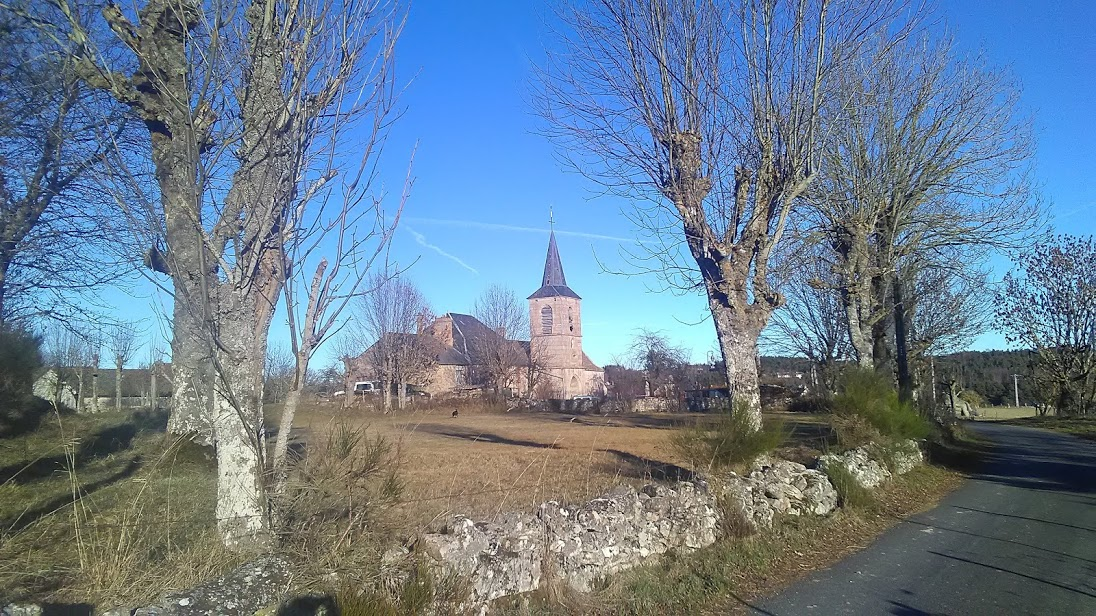
Église Sainte-Marie de Berc.

### Personnalités liées à la commune
- Pierre Veyron (1903-1970), né à Berc. Célèbre coureur automobile, son nom a été repris par la marque Bugatti pour baptiser un de ses modèles.